# Literatur im Deutschen Kaiserreich

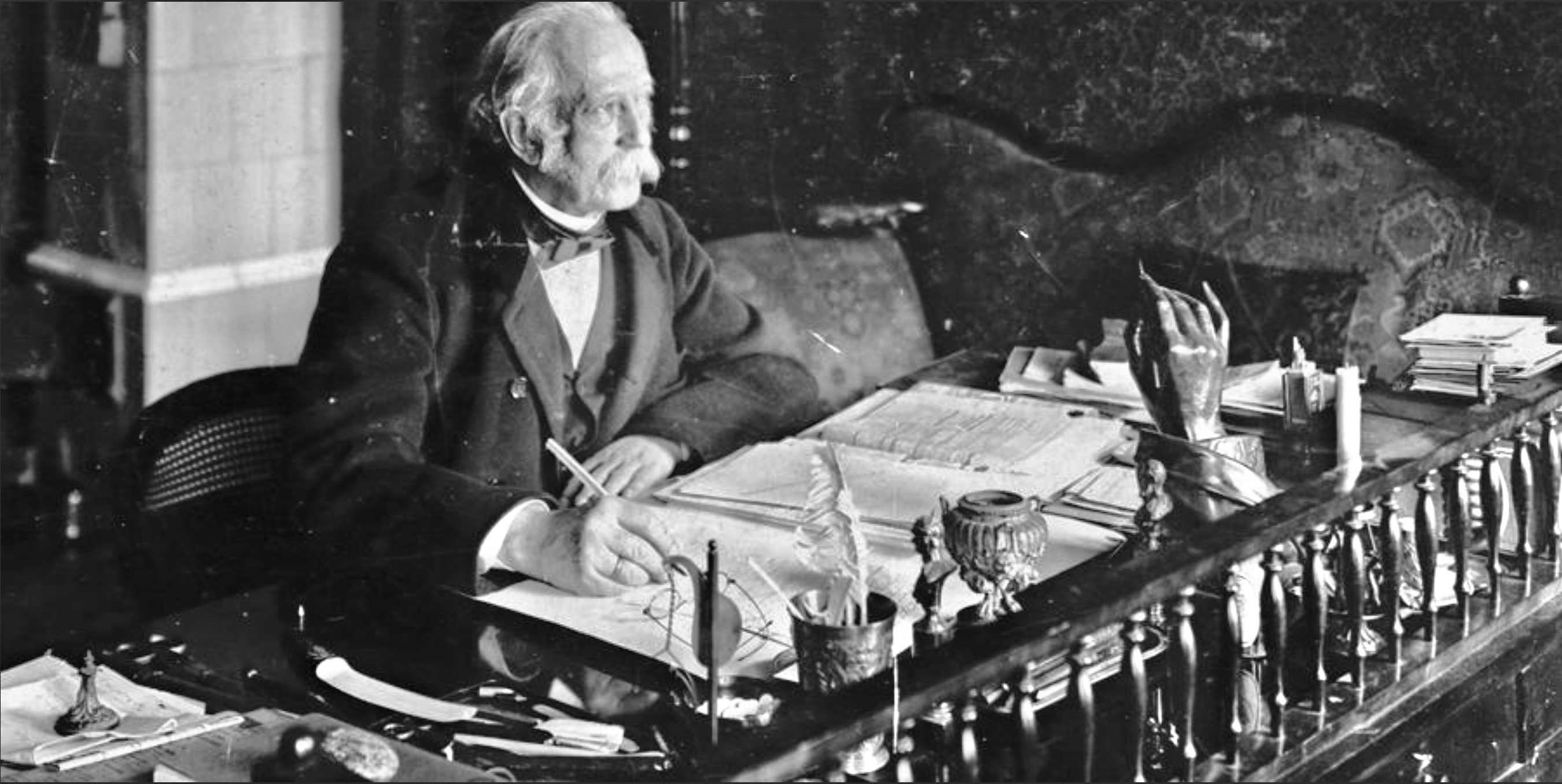
Theodor Fontane, 1896

Die Literatur im Deutschen Kaiserreich war vielfältig. Zu den bedeutendsten Autoren gehörten Theodor Fontane, Gerhart Hauptmann, Detlev von Liliencron, Clara Viebig, Hermann Hesse, Heinrich Mann, Thomas Mann, Ricarda Huch und Else Lasker-Schüler.

## Allgemeines
Literatur war im 19. und frühen 20. Jahrhundert das wichtigste Unterhaltungsmedium.
Es erschienen jährlich mehrere tausend Bücher, dazu wurden in den meisten Zeitungen und Zeitschriften Fortsetzungsromane, Erzählungen, Gedichte und weitere literarische Texte gedruckt (etwa 20.000 pro Jahr).
Es gab mehrere hundert Buchverlage, vor allem in den großen Städten Berlin, Leipzig, München und Stuttgart.

Daneben gab es kommerzielle Leihbibliotheken, bei denen gegen ein geringes Entgelt Bücher ausgeliehen werden konnten, sowie Volksbüchereien, die von vielen einkommensschwächeren Lesern genutzt wurden.
Die meisten belletristischen Veröffentlichungen waren Unterhaltungsliteratur, mit Alltagsgeschichten, Liebesgeschichten, Kriminalerzählungen und ähnlichem.

## Stilrichtungen
Die Literatur dieser Zeit wird von der Literaturwissenschaft in verschiedene Stilrichtungen eingeteilt, wobei die Grenzen teilweise fließend sind.

### Bürgerlicher Realismus
Die meisten Werke des späten 19. Jahrhunderts waren im Stil des bürgerlichen Realismus geschrieben.
Zu den wichtigsten Autoren in Deutschland gehörten in dieser Zeit Theodor Fontane, Theodor Storm und Gustav Freytag.

### Naturalismus
Seit den späten 1880er Jahren entwickelte sich die Stilrichtung des Naturalismus, die gesellschaftliche Probleme in möglichst realitätsnaher Darstellung beschrieb.
Als Beginn galt das Theaterstück Vor Sonnenaufgang von Gerhart Hauptmann von 1889, es folgten weitere Dramen, wie Die Weber.
Weitere wichtige Autoren des Naturalismus waren Johannes Schlaf und Arno Holz mit ihrem Stück Die Familie Selicke.
Auch der Roman Das Weiberdorf von Clara Viebig wird dieser Richtung zugeordnet.

### Impressionismus
Einige Dichter der Zeit um 1900 wurden dem Impressionismus zugerechnet.
Sie waren vor allem von französischen Dichtern wie Charles Baudelaire beeinflusst.
Als bedeutendster Autor gilt Detlev von Liliencron, der viele jüngere Schriftsteller seiner Zeit mit seinem Werk beeinflusste.
Weitere bekanntere deutsche Autoren waren Eduard von Keyserling (mit Wellen) und Max Dauthendey. 

### Symbolismus
Der literarische Symbolismus entwickelte eine Dichtung ohne stärkeren Realismusbezug, in der Bilder und der Klang der Sprache eine wichtige Rolle spielten.
Der wichtigste Vertreter in Deutschland war Stefan George, der den George-Kreis in München begründete und das Literaturverständnis vieler jüngerer Schriftsteller beeinflusste. Daneben gab es auch noch die Kosmiker.
In Österreich-Ungarn waren die wichtigsten Vertreter Hugo von Hofmannsthal, Rainer Maria Rilke, sowie die Gruppen Wiener Moderne und Jung-Wien. 

### Dekadenz
Als Dekadenzliteratur werden literarische Werke bezeichnet, deren Hauptthema der Verfall der Gesellschaft ist. Diese waren in Deutschland meist realistisch gestaltet. Sie waren von den Werken der skeptischen Philosophen Friedrich Nietzsche und Arthur Schopenhauer beeinflusst, sowie von gesellschaftskritischen Schriftstellern wie Guy de Maupassant, Gustave Flaubert und Oscar Wilde.
Als spektakulärster deutscher Dichter dieser Stilrichtung um die Jahrhundertwende gilt der Dramatiker Frank Wedekind in München, der mit seinen Stücken Erdgeist (Lulu) und Frühlings Erwachen für Aufsehen sorgte. 
Heinrich Mann (1871–1950) wird mit seinen gesellschaftskritischen Romanen Professor Unrat (1906) und Der Untertan (1918) dazu gerechnet, ebenso sein jüngerer Bruder Thomas Mann (1875–1955) mit seinem Frühwerk, besonders dem Roman Buddenbrooks (1901), der viel gelesen wurde, und der Novelle Der Tod in Venedig (1911).

### Neuromantik
Die literarische Richtung der Neuromantik entstand Anfang der 1890er Jahre als Alternative zum Naturalismus und einem übertrieben gegenständlichen Realismus. Sie wandte sich vor allem dem Transzendenzen, dem Phantastischen, dem Unbewussten, der Natur und den Gefühlen zu, ähnlich wie die Romantiker des frühen 19. Jahrhunderts. Dabei wurden Einflüsse des Symbolismus, des Impressionismus, der Dekadenzliteratur und der Fin-de-siècle-Literatur verwendet.
Zu den ersten wichtigen Werken in Deutschland gehörten die Dramen Hanneles Himmelfahrt (1893) und Die versunkene Glocke (1895) von Gerhart Hauptmann. Weitere weitere wichtige frühe Vertreter waren Stefan George (Das Jahr der Seele, 1897) und Hermann Hesse (Romantische Erzählung, Peter Camenzind, 1904), sowie die Lyrikerin Else Lasker-Schüler und weitere Autoren.
In Österreich-Ungarn waren die wichtigsten Vertreter Rainer Maria Rilke, Hugo von Hofmannsthal und Georg Trakl.

### Expressionismus
Der Expressionismus gilt als die letzte große Literaturströmung in Deutschland. Merkmale waren experimentelle Formen in der Sprache und im Inhalt sowie eine radikale Abkehr von den bürgerlichen Konventionen. Viele junge Autoren publizierten in kurzlebigen expressionistischen Literaturzeitschriften.
Zu den bekanntesten deutschen expressionistischen Schriftstellern gehörten Else Lasker-Schüler, Gottfried Benn, Jakob van Hoddis, Alfred Döblin und Carl Einstein.

## Wichtige Werke (Auswahl)

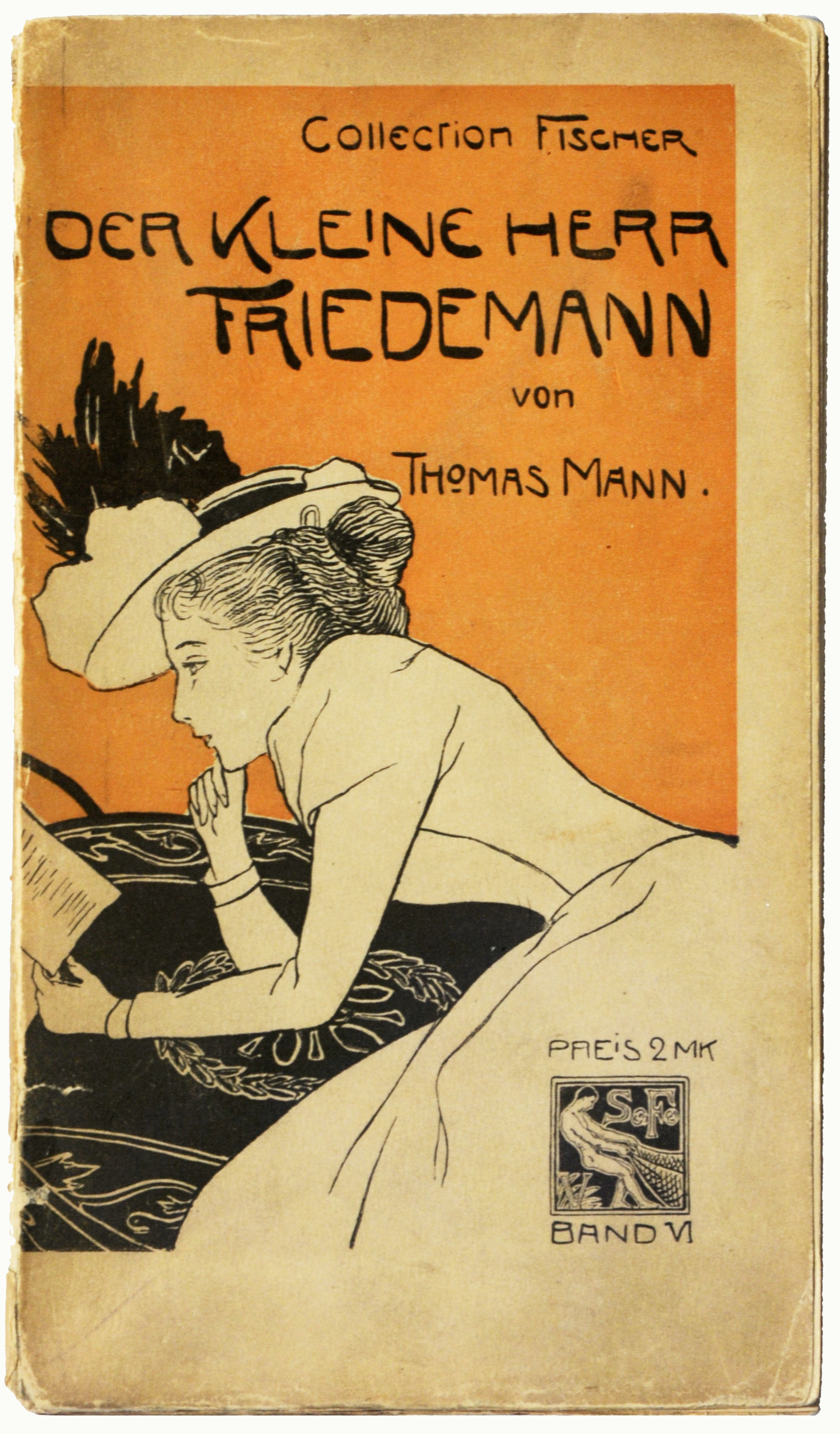
Thomas Mann, Der kleine Herr Friedemann, 1898

Zwischen 1871 und 1918 erschienen über 100.000 belletristische Titel von deutschen Autoren im Deutschen Kaiserreich. Zu den meistgelesenen gehörten Theodor Fontane, Theodor Storm, Gustav Freytag, Wilhelm Jensen, Karl May, Friedrich Spielhagen, Detlev von Liliencron, Ludwig Ganghofer, Hermann Sudermann, Gerhart Hauptmann, Clara Viebig, Rudolf Herzog, Jakob Christoph Heer, Börries Freiherr von Münchhausen und Gustav Frenssen.
Angegeben sind viele der meistverkauften Bücher dieser Zeit, aber pro Autor nur maximal zwei. Weitere Werke sind in den Artikeln zu den einzelnen Schriftstellern zu finden.

### Romane und Erzählungen
1871–1899
- Wilhelm Jensen, Karin von Schweden, 1869/1872, Novelle
- Paul Heyse, Kinder der Welt, 1872

- Gustav Freytag, Die Ahnen, 1873–1880, 6 Bände
- Theodor Storm, Pole Poppenspäler, 1874, Novelle
- Friedrich Spielhagen, Sturmflut, 1877
- Detlev von Liliencron, Kriegsnovellen, 1885, 200.000 Exemplare 1918, meistverkauftes feststellbares Buch, aus dieser Zeit bis 1918[9]
- Ludwig Ganghofer, Edelweißkönig, 1886
- Hermann Sudermann, Frau Sorge, 1887

- Theodor Storm, Der Schimmelreiter, 1888, bekannte Novelle
- Karl May, Der Schatz im Silbersee, 1891
- Karl May, Winnetou, 1893, 3 Bände

- Theodor Fontane, Effi Briest, 1893
- Theodor Fontane, Der Stechlin, 1895
- Erich Otto Hartleben, Vom gastfreien Pastor, 1895
- Georg von Ompteda, Deutscher Adel um 1900, 1897–1902, gesellschaftskritische Romantrilogie
- Ludwig Ganghofer, Das Schweigen im Walde, 1899
- Ernst von Wolzogen, Das dritte Geschlecht, 1899, 1902 über 100.000 verkaufte Exemplare

1900–1918
- Clara Viebig, Das Weiberdorf, 1900
- Lulu von Strauß und Torney, Bauernstolz, 1901, Novelle
- Thomas Mann, Buddenbrooks. Verfall einer Familie, 1902, vielgekauftes Buch
- Emil Strauß, Freund Hein. Eine Lebensgeschichte, 1902

- Gustav Frenssen, Jörn Uhl, 1902, meistgelesenes Buch dieser Zeit

- Franz Adam Beyerlein, Jena oder Sedan?, 1903, meistgelesenes Buch des Jahres
- Elisabeth von Heyking, Briefe, die ihn nicht erreichten, 1903, vielgelesenes Buch
- Edward Stilgebauer, Götz Krafft, 1904, 3 Bände, meistgelesene Bücher des Jahres
- Clara Viebig, Das schlafende Heer, 1904
- Hermann Hesse, Peter Camenzind, 1904
- Rudolf Herzog, Die Wiskottens, 1905
- Jakob Christoph Heer, Der Wetterwart, 1905

- Margarete Böhme, Tagebuch einer Verlorenen, 1905, vielgelesenes Buch
- Ludwig Thoma, Lausbubengeschichten, 1905
- Otto Ernst, Asmus Sempers Jugendland, 1905, danach zwei weitere Romane
- Gertrud Prellwitz, Vom Wunder des Lebens, 1906
- Hermann Hesse, Unterm Rad, 1906
- Heinrich Mann, Professor Unrat, 1906
- Thomas Mann, Der Tod in Venedig, Novelle, 1908
- Hermann Sudermann, Das Hohe Lied, 1908, meistgelesenes Buch des Jahres
- Georg Hermann, Jettchen Gebert, 1908
- Jakob Christoph Heer, Laubgewind, 1908
- Felicitas Rose, Heideschulmeister Uwe Karsten, 1909; 700. Tausend 1944
- Hermann Löns, Der Wehrwolf, 1910
- Hermann Eulenberg, Schattenbilder, 1910, mehrere Bände
- Alfred Döblin, Die Ermordung einer Butterblume und andere Erzählungen, 1910/1913, wichtige frühexpressionistische Texte
- Jakob Wassermann, Das Gänsemännchen, 1911
- Rudolf Herzog , Die Burgkinder, 1911
- Eduard von Keyserling, Wellen , 1911
- Hanns Heinz Ewers, Alraune, 1911, phantastischer Roman, über 200.000
- Richard Voß, Zwei Menschen, 1911; 83. Auflage 1955 (1167.–1176. Tausend)[10]

- Ricarda Huch, Der große Krieg in Deutschland, 1912–1914, über den Dreißigjährigen Krieg

- Heinrich Mann, Der Untertan, 1918, mit radikaler Kritik am preußischen Militarismus

### Lyrik
Angegeben sind einige auflagenstarke Gedichtbände, sowie Werke , die für die Literaturgeschichte wichtig waren
- Wilhelm Busch, Die fromme Helene, 1872, Bildergeschichten
- Christian Morgenstern, Galgenlieder, 1905, entstanden seit 1895
- Else Lasker-Schüler, Meine Wunder, 1911
- Börries Freiherr von Münchhausen, Neue und alte Balladen und Lieder, 1911
- Stefan George, Der Stern des Bundes, 1914, mit großem Einfluss auf die Jugendbewegung

### Dramen
Der bedeutendste Dramatiker dieser Zeit war Gerhart Hauptmann, dessen Stücke eine breite Resonanz fanden.
- Gerhart Hauptmann, Die Weber, 1892, wichtigstes Drama seiner Zeit
- Gerhart Hauptmann, Hanneles Himmelfahrt, 1894
- Frank Wedekind, Erdgeist (Lulu), 1895/1898
- Ludwig Fulda, Jugendfreunde, 1897, gespielt an über 820 Bühnen
- Johannes Schlaf, mit Arno Holz, Die Familie Selicke, 1899
- Paul Heyse, Maria von Magdala, 1899, wurde in Preußen zeitweise verboten
- Otto Erich Hartleben, Rosenmontag, 1899
- Hermann Sudermann, Johannisfeuer, 1900
- Wilhelm Meyer-Förster, Alt-Heidelberg, 1901, meistgespieltes Stück des Jahres

- Frank Wedekind, Frühlings Erwachen, 1906
- Carl Sternheim, Die Hose, 1908, wurde verboten

### Kinderliteratur
- Wilhelm Busch, Fipps der Affe, 1879
- Waldemar Bonsels, Die Biene Maja und ihre Abenteuer, 1912

## Institutionen

### Verlage
Es gab über 200 Verlage belletristischer Literatur im Deutschen Kaiserreich, vor allem in Berlin und Leipzig. Zu den wichtigsten gehörten die von S. Fischer, Wilhelm Friedrich, L. Staackmann, Gebrüder Paetel, Eugen Diederichs, sowie Insel, F. Fontane & Co. und Cotta.
Die Anzahl der Buchexemplare pro Auflage war bei den meisten Verlag verhältnismäßig niedrig, sie lag meist zwischen 500 und 1200 Exemplaren.

### Literaturzeitschriften
Es gab zahlreiche Zeitschriften, die literarische Texte und vor allem Rezensionen und weitere Berichte zur Literatur veröffentlichten.
Zu den wichtigsten gehörten Die neue Rundschau (S. Fischer Verlag), das Literarische Centralblatt für Deutschland (Deutsche Bücherei Leipzig), Das literarische Echo (mit umfangreichen Berichten),
Das Magazin für Literatur und der konservative Kunstwart, sowie Westermanns Monatshefte, Velhagen & Klasings Monatshefte und Kürschners Deutscher Literatur-Kalender, der viele Angaben zu Autoren, Verlagen, Zeitschriften enthielt. Daneben erschienen in allen größeren Tageszeitungen und in vielen Unterhaltungszeitschriften Fortsetzungsromane, Erzählungen, Essays, sowie Berichte aus dem literarischen und Theater-Leben und Rezensionen neuer Bücher.
Ab etwa 1900 boten viele kleinere Literaturzeitschriften jungen Autoren Möglichkeiten zur Publikation von Texten und zum Austausch, besonders in expressionistischer Ausrichtung.

### Literaturpreise
Es gab in dieser Zeit mindestens sieben Literaturpreise mit deutschen Preisträgern.
Schiller-Preis
Der Schiller-Preis wurde seit 1859 für das jeweils beste deutsche dramatische Werk verliehen. Vorgesehen war eine Preisvergabe alle drei Jahre, sie scheiterte aber achtmal am Veto des jeweiligen Kaisers.
Die Auszeichnung erhielten ab 1872
- 1878 Franz Nissel, Adolf von Wilbrandt und Ludwig Anzengruber für „Verdienste um die deutsche Bühne“
- 1884 Ernst von Wildenbruch für Harold und Paul Heyse
- 1890 Theodor Fontane und Klaus Groth für ihr Gesamtwerk, als Alternative zum abgelehnten ursprünglichen Preisträger
- 1896 Ernst von Wildenbruch für Heinrich und Heinrichs Geschlecht
- 1908 Ernst Hardt für Tantris der Narr und Karl Schönherr für Erde

Bauernfeld-Preis
Der österreichische Bauernfeld-Preis wurde für dramatische Werke von 1894 bis 1922 vergeben, darunter auch an deutsche Autoren.
Literaturnobelpreis
Der Literaturnobelpreis wurde seit 1901 verliehen. 1902 erhielt ihn der deutsche Historiker Theodor Mommsen, 1908 der Philosoph Rudolf Eucken, 1910 der Schriftsteller Paul Heyse und 1912 der Dramatiker Gerhart Hauptmann.
1918 sollte ihn Gustav Frenssen erhalten, der Preis wurde aber in diesem Jahr nicht verliehen.
Volks-Schillerpreis
Der Volks-Schillerpreis wurde von 1905 bis 1913 von der Goethe-Gesellschaft dreimal vergeben, als Alternative zum häufig nicht vergebenen offiziellen Schiller-Preis
- 1905 Gerhart Hauptmann, Carl Hauptmann, Richard Beer-Hofmann
- 1908 Ernst Hardt
- 1913 Herbert Eulenberg

Theodor-Fontane-Preis
Der progressive Schutzverband deutscher Schriftsteller vergab seit 1913 einen Theodor-Fontane-Preis für jeweils einen Roman oder Novellen eines deutschsprachigen Autors. Die Auswahl wurde meist nur von Franz Blei oder wenigen weiteren Juroren getroffen. Ausgezeichnet wurden vor allem junge Autoren, aus dem Deutschen Reich waren dies:
- 1913 Annette Kolb für Das Exemplar
- 1914 Leonhard Frank für Die Räuberbande
- 1915 Carl Sternheim für drei Novellen
- 1916 Alfred Döblin für Die drei Sprünge des Wang-lun

Kleist-Preis
Seit 1912 wurde der Kleist-Preis von einer Stiftung an jeweils zwei Autoren verliehen. Die Entscheidung traf nur ein Juror. Deutsche Preisträger waren:
- 1912 Hermann Burte für Wiltfeber (durch Richard Dehmel)
- 1912 Reinhard Sorge für Der Bettler, eine dramatische Sendung
- 1913 Hermann Essig für Der Held vom Wald (durch Jakob Schaffner)
- 1913 Oskar Loerke für Wanderschaft
- 1914 Hermann Essig für Des Kaisers Soldaten (durch Arthur Eloesser)
- 1914 Fritz von Unruh für Louis Ferdinand Prinz von Preußen
- 1915 Arnold Zweig für Ritualmord in Ungarn (durch Paul Wiegler)
- 1916 Heinrich Lersch für Die große Schmiede (durch Karl Strecker)
- 1916 Agnes Miegel für Künstler
- 1917 Walter Hasenclever für Antigone (durch Bernhard Kellermann)
- 1918 Leonhard Frank für Der Mensch ist gut (durch Heinrich Mann)
- 1918 Paul Zech für An Heinrich von Kleist

Ebner-Eschenbach-Preis
Seit 1911 vergab eine Stiftung einen Literaturpreis für Schriftstellerinnen, mit der finanziellen Unterstützung von Marie von Ebner-Eschenbach. Deutsche Preisträgerinnen waren:
- 1911 Isolde Kurz
- 1913 Hermine Villinger
- 1917 Helene Böhlau

### Schriftstellervereine
Es gab verschiedene Vereine von Schriftstellern im Deutschen Kaiserreich. Die wichtigsten waren der Deutsche Schriftsteller-Verband (1878–1908), der Allgemeine Schriftstellerverein (1900–1934) und der Schutzverband deutscher Schriftsteller (1909–1933), sowie der Deutsche Schriftstellerinnenbund.
Daneben gab es einige weitere Vereinigungen, von denen besonders der Tunnel über der Spree (1823–1897) mit Theodor Fontane und der Friedrichshagener Dichterkreis (1887–1898) eine größere Bedeutung erlangten. Nach 1900 bildeten sich einige kleinere literarische Gruppen, die meist symbolistisch ausgerichtet waren, wie der George-Kreis und die Kosmiker, oder expressionistisch waren. 

### Leihbibliotheken
Es gab zahlreiche Leihbibliotheken und Volksbüchereien, sowie Lesezirkel, die eine große Anzahl von Büchern besaßen und viel genutzt wurden. Dadurch blieben die Auflagezahlen der verkauften Bücher bis 1918 relativ niedrig (selten über 50.000 Exemplare).